# Orlé
Pour les articles homonymes, voir Orle.
Orlé (en macédonien Орле) est un village du sud de la Macédoine du Nord, situé dans la municipalité de Novatsi. Le village comptait 16 habitants en 2002.

## Démographie
Lors du recensement de 2002, le village comptait :
- Macédoniens : 16